# Asthenie
Asthenie (van Grieks ἀσθένεια, asthéneia) is algehele lichaamszwakte, veroorzaakt door ernstige ziekte. Hierbij kan men denken aan de terminale fase van kanker of aan een persisterende infectieziekte (aids, tbc of hepatitis). Asthenie kan worden veroorzaakt door de ziekte van Addison, bijnierinsufficiëntie en diabetes mellitus type 1. Asthenie kan ook voorkomen als bijwerking bij bepaalde medicatie, bijvoorbeeld bij het antipsychoticum aripiprazol of als bijwerking van methylfenidaat. Als het spierzwakte betreft, heet het myasthenie. Gaat het om zeer ernstige lichaamszwakte, met een algehele extreme vermagering, dan spreekt men van cachexie.